# Pozanco
Pozanco ist ein Ort und eine zentralspanische Gemeinde (municipio) mit 60 Einwohnern (Stand: 2024) in der Provinz Ávila in der Autonomen Region Kastilien-León. 

## Lage
Pozanco befindet sich in den nördlichen Ausläufern der Sierra de Gredos gut 15 Kilometer nordnordöstlich von Ávila in einer Höhe von 915 m. Das Klima im Winter ist kühl, im Sommer dagegen trotz der Höhenlage durchaus warm; der Regen (ca. 532 mm/Jahr) fällt – mit Ausnahme der nahezu regenlosen Sommermonate – verteilt übers ganze Jahr.

## Bevölkerungsentwicklung
| Jahr      | 1970 | 1981 | 1991 | 2001 | 2011 | 2021 |
| Einwohner | 104  | 85   | 67   | 61   | 61   | 48   |

## Sehenswürdigkeiten

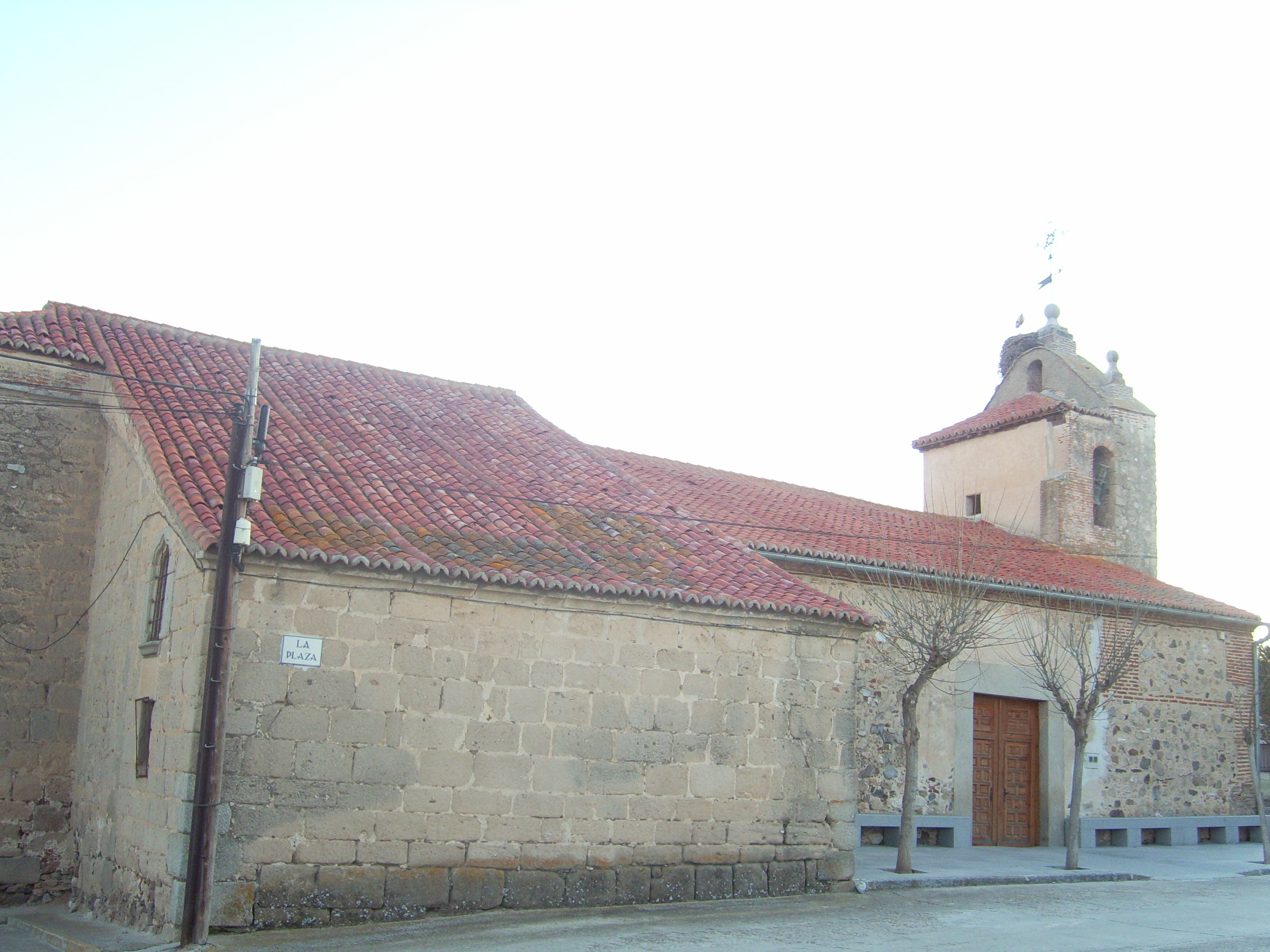
Johannes-der-Täufer-Kirche

- Johannes-der-Täufer-Kirche